# Ferenc Ottrok
Ferenc Ottrok, menționat uneori ca Francisc Ottrok, (n. 4 iunie 1911, Simeria, România – d. 14 septembrie 1972, Cluj, România) a fost un cântăreț de operă (tenor) român.

## Biografie
A lucrat mai întâi ca lăcătuș la fabrica „Astra” (ulterior „Flamura Roșie”) din Arad, dar a îndrăgit încă din copilărie muzica și a dorit să se dedice artei.
A învățat să cânte la Arad. A fost un artist autodidact și a început cariera în operete. A concertat la Arad în perioada 1945-1948. În anul 1949 a devenit solist al Operei Maghiare de Stat din Cluj.
A oferit spectacole memorabile în rolurile de tenor erou din repertoriul italian. De-a lungul carierei, a concertat regulat în fostele țări socialiste (Moscova, Tașkent, Tbilisi, Baku, Budapesta, Debrețin, Cehoslovacia).

## Distincții
- Medalia „A cincea aniversare a Republicii Populare Române” (14 decembrie 1953) „cu prilejul celei de a cincea aniversări a Republicii Populare Române”[4]
- Ordinul Muncii clasa a III-a (14 decembrie 1953) „cu ocazia împlinirii a cinci ani de la înființarea Operei Maghiare de Stat din Cluj”[5]
- Ordinul „Steaua Republicii Populare Române” clasa a IV-a (21 august 1954) „pentru merite deosebite pe tărîmul construcției de stat, economice, sociale și culturale, cu ocazia celei de a zecea aniversări a eliberării patriei noastre”[6]
- titlul de Artist emerit al Republicii Populare Romîne (30 decembrie 1957) „cu prilejul împlinirii a 10 ani de la proclamarea Republicii Populare Romîne și pentru merite deosebite în activitatea cultural-artistică”[7]
- Medalia „40 de ani de la înființarea Partidului Comunist din Romînia” (6 mai 1961) „pentru merite în activitatea de partid și întărirea regimului democrat-popular”[8]
- Ordinul Meritul Cultural clasa a III-a (12 septembrie 1968) „pentru merite deosebite în activitatea muzicală”[9]

## Roluri
- Georges Bizet: Carmen – Don José

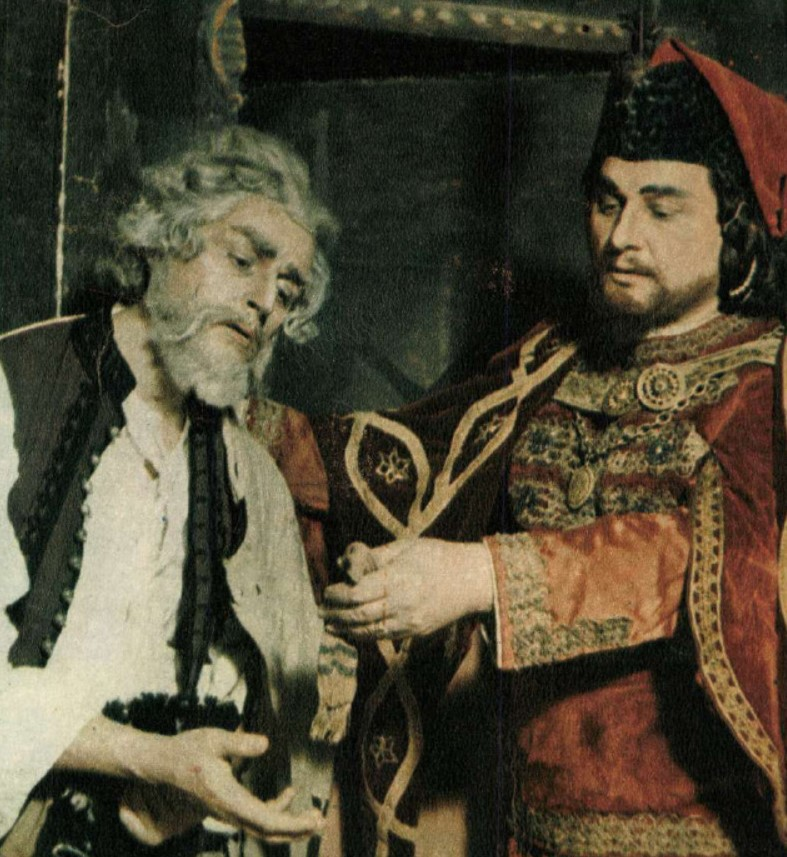
Baritonul Viktor Vida (țăranul Tiborc) și tenorul Ferenc Ottrok (banul Bánk) în spectacolul de operă Bánk bán (1948).

- Ferenc Erkel: Bánk bán – banul Bánk
- Ferenc Erkel: László Hunyadi – László Hunyadi
- Zoltán Kodály: Háry János⁠(d) – împăratul Francisc
- Ruggero Leoncavallo: Paiațe – Canio
- Pietro Mascagni: Cavalleria rusticana – Turiddu
- Giacomo Puccini: Madama Butterfly – Pinkerton
- Giacomo Puccini: Tosca – Cavaradossi
- Giacomo Puccini: Turandot – Calaf
- Franz Schubert–Heinrich Berté⁠(d): Casa cu trei fete – Schubert
- Johann Strauss-fiul: Liliacul – Alfred
- Giuseppe Verdi: Aida – Radames
- Giuseppe Verdi: Bal mascat – contele Riccardo/ regele Gustav al III-lea
- Giuseppe Verdi: Don Carlos – Don Carlos
- Richard Wagner: Olandezul zburător